# Świercze (gmina)
Pour les articles homonymes, voir Świercze.
Świercze est une gmina rurale (gmina wiejska) de la powiat de Pułtusk, dans la Voïvodie de Mazovie, dans le centre-est de la Pologne.
Son siège administratif (chef-lieu) est le village de Świercze, qui se situe environ 22 kilomètres à l'ouest de Pułtusk (siège de la powiat) et 52 kilomètres au nord-ouest de Varsovie (capitale de la Pologne).
La gmina couvre une superficie de 93,04 km2 pour une population de 4 771 habitants en 2006.

## Histoire
De 1975 à 1998, la gmina est attachée administrativement à la voïvodie de Ciechanów.

Depuis 1999, elle fait partie de la voïvodie de Mazovie.

## Géographie
La gmina inclut les villages et localités de :

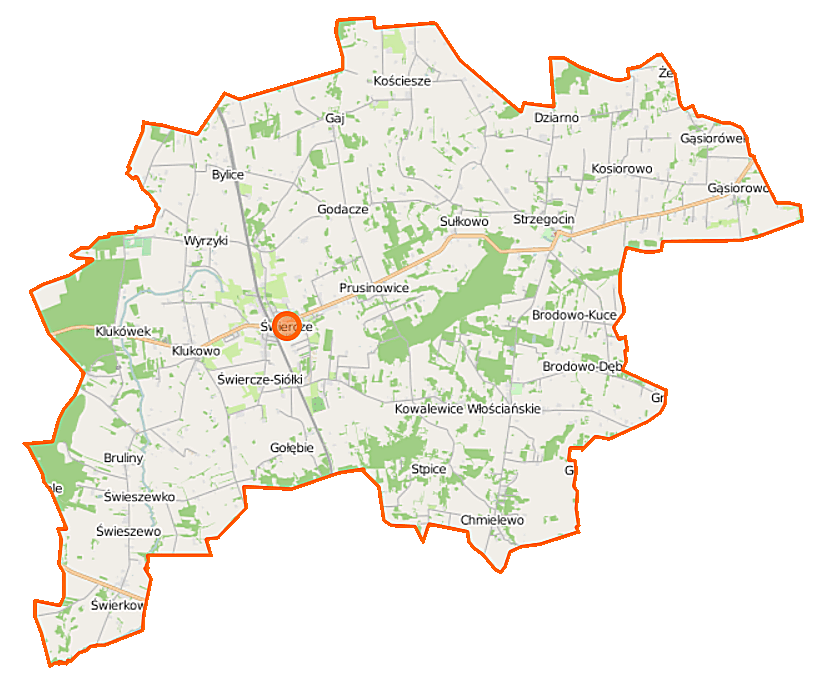
Plan de la gmina

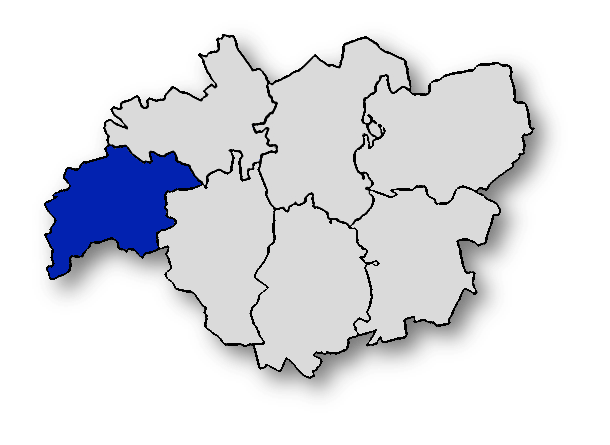
Localisation de la gmina dans la powiat

- Brodowo
- Bruliny
- Bylice
- Chmielewo
- Dziarno
- Gaj
- Gąsiorówek
- Gąsiorowo
- Godacze
- Gołębie
- Klukówek
- Klukowo
- Kościesze
- Kosiorowo
- Kowalewice Nowe
- Kowalewice Włościańskie
- Ostrzeniewo
- Prusinowice
- Stpice
- Strzegocin
- Sulkowo
- Świercze
- Świercze-Siółki
- Świerkowo
- Świeszewko
- Świeszewo
- Wyrzyki
- Wyrzyki-Pękale

### Gminy voisines
La gmina de Świercze est voisine des gminy suivantes :
- Gzy
- Nasielsk
- Nowe Miasto
- Sońsk
- Winnica

## Structure du terrain
D'après les données de 2002, la superficie de la commune de Świercze est de 93,04 km2, répartis comme telle :
- Terres agricoles: 84 %
- Forêts: 8 %

La commune représente 11,23 % de la superficie du powiat.

## Démographie
Données du 30 juin 2004 :
| Description        | Total  | Total | Femmes | Femmes | Hommes | Hommes |
| ------------------ | ------ | ----- | ------ | ------ | ------ | ------ |
| Unité              | Nombre | %     | Nombre | %      | Nombre | %      |
| Population         | 4 801  | 100   | 2 375  | 49,5   | 2 426  | 50,5   |
| Densité (hab./km²) | 51,6   | 51,6  | 25,5   | 25,5   | 26,1   | 26,1   |